# Plateau de Diesse
Plateau de Diesse est une commune suisse du canton de Berne, située dans l'arrondissement administratif du Jura bernois.

## Géographie
Plateau de Diesse est située au pied de la montagne de Diesse, à une altitude moyenne de 826 mètres.

## Histoire
Le 9 juin 2013, les électeurs des communes de Diesse, Lamboing et Prêles votent à 64,69 % (535 voix) contre 35,31 % (292 voix) la fusion de leurs trois communes afin de former la nouvelle commune de Plateau de Diesse dès le 1er janvier 2014.
Des élections municipales se tiennent le 29 septembre 2013.

## Population
Après la fusion, la commune compte 2 025 habitants. Elle devient ainsi la 7e commune la plus peuplée de l'arrondissement administratif du Jura bernois juste après Reconvilier (2 296 habitants) mais devant Malleray (1 926 habitants).